# 시간이 멈추는 그때
《시간이 멈추는 그때》는 2018년 10월 24일부터 2018년 11월 29일까지 방송된 KBS W의 수목드라마이다.

## 소개
시간을 멈추는 능력자인 준우가 무늬만 갑인 건물주 김선아를 만나 점차 삶의 의미를 찾아가는 판타지 로맨스 드라마

## 등장 인물

### 주요 인물
- 김현중 : 문준우 역[2]
- 안지현 : 김선아 역
- 인교진 : 명운 역

### 그 외 인물
- 임하룡 : 장물아비 역
- 주석태 : 신 역
- 이시후 : 최인섭 역
- 김양우 : 박수광 역
- 차유경
- 김한종
- 박재웅
- 백상희 : 수나 역
- 신민경 : 수경 역
- 이한
- 유은진 : 신의 사자 역
- 장유빈 : 초등학교 선생님 역
- 박대원
- 김시은
- 김형기
- 여현
- 김용수
- 강필선
- 박혜영
- 최석필
- 현승진
- 이시우
- 조현임
- 권윤한
- 전승재
- 강철성
- 이도현
- 조수혁
- 전정일 : 가게 사장 역
- 스튜어트
- 권동원 : 창화 역
- 김산 : 성훈 (최인섭의 삼촌) 역
- 이왕수

### 특별출연
- 고은미 : 은영 역